# Mercado de los Mostenses
El Mercado de los Mostenses es un mercado de abastos de la ciudad de Madrid, situado en la plazuela del mismo nombre, junto a la Plaza de España. Es una reconstrucción racionalista del viejo mercado construido en 1875, y derribado con la construcción del tercer tramo de la Gran Vía. El nuevo mercado, inaugurado en 1946, sería más tarde incluido en el Plan de Modernización de los Mercados Municipales debido a su antigüedad. Los tres edificios que conforman el complejo –centro comercial, oficinas y almacén– ocupan una superficie de dos mil ochocientos metros cuadrados.  

## Historia

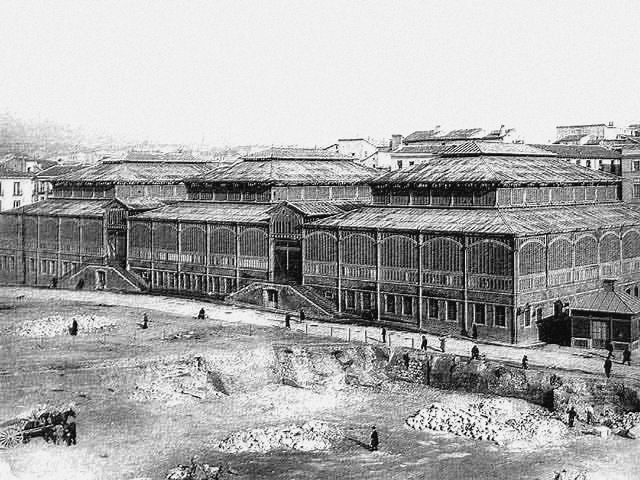
Antiguo mercado de la desaparecida plaza de los Mostenses.

El antiguo mercado de los Mostenses se comenzó a construir, junto con el de la Cebada a mediados del siglo xix, ocupando parte del espacio donde estuvo el Convento de Premostratenses de San Norberto. Fruto de una combinación de vidrio y hierro (arquitectura vitroférrea), siguió el diseño del arquitecto Mariano Calvo Pereira, y fue inaugurado oficialmente el día 11 de junio de 1875, de forma simultánea con el de la Cebada, obra también de Calvo Pereira pero de menores dimensiones. Cercano a la Estación del Norte se especializó en la distribución del pescado procedente de Galicia y Cantabria., junto con el Mercado del Carmen.
Fue derribado en 1925 en el proceso de construcción del tercer tramo de la Gran Vía de Madrid, a pesar de no estar incluido en las órdenes, ni molestar su planta al trazado oficial. Durante su ausencia el Mercado de Toledo le sustituyó como lugar de venta de pescado. En 1946 se construyó un nuevo mercado un poco más al norte del anterior, sobre una planta de 2.800 metros cuadrados. En el solar del antiguo mercado se construyó un edificio para el Cine Azul (que anteriormente se denominaba cine Belusia). 
Se produjo un incendio en el mercado el 2 de octubre de 1997 que llegó a afectar a diez comercios de su interior. En la actualidad posee cerca de 110 puestos en su interior. Al no ser un espacio protegido, se ha visto sometido a la evaluación de diversos proyectos de remodelación y de rehabilitación. En el siglo xxi se ha especializado en gastronomías latinoamericanas y asiáticas y además de las paradas de frutas, carnes y pescados, existen en su interior dos bares restaurantes donde se sirve cocina chifa (chino-peruana) y de otras latitudes.